# Arbejdet adler
Arbejdet adler er en film fra 1914 instrueret af Robert Dinesen efter manuskript af Agnete Blom.